# Eutrixoides jonesii
Eutrixoides jonesii là một loài ruồi trong họ Tachinidae.